# Kálium-ferrocianid
A kálium-ferrocianid, köznapi nevén sárgavérlúgsó (K4[Fe(CN)6] kálium-hexaciano-ferrát(II)) komplex vegyület. 

## Felhasználása
- Felhasználják laboratóriumi vegyszerként, a fényképészetben.
- Élelmiszerek esetén elsősorban a bor derítésére (kékderítés) alkalmazzák, mely során a szőlő permetezésére használt gombaölő rézvegyületeket távolítják el. Egyes sókban is előfordulhat E536 néven, mint csomósodást gátló anyag. Napi maximum beviteli mennyisége 25 mg/testsúlykg. Az élelmiszerekben használt mennyiségek esetén nincs ismert mellékhatása.

## Előállítása
Előállítása: vas(II)-sók oldatából kálium-cianiddal. 
Pl.: 
{\displaystyle \mathrm {FeSO_{4}+6KCN\Rightarrow K_{4}[Fe(CN)_{6}]+K_{2}SO_{4}} \,\!}
3 kristályvízzel kristályosodik (K4[Fe(CN)6]·3H2O), amelyet 60 °C fölé hevítve fokozatosan elveszít. 100 °C-on már teljesen vízmentessé válik. A vízmentes só színtelen por.
Vas(III)-sókkal sötétkék csapadékot (berlini-kék) ad, melyet színezékként használnak. A reakció nagyon érzékeny, ezért vas kimutatására használják az analitikában.